# Pablo de la Cruz
San Pablo de la Cruz C.P. (Ovada, 3 de enero de 1694-Roma, 18 de octubre de 1775) fue un sacerdote eremita y místico italiano fundador de la Congregación de la Pasión más conocida como Pasionistas.  Su nombre secular fue Pablo Francisco Danei Massari.

## Biografía
Vivió una vida normal en Ovada, Italia. Fue hijo de un medianamente acaudalado comerciante. Cuando Pablo tenía 19 años de edad, su vida cambió al escuchar un sermón que el párroco de su pueblo natal predicó en aquel día, que le llevó a vivir una vida libre de vicios, inspirada en la penitencia y la oración diaria. 
Se dice que la Virgen María se le apareció al joven Pablo y le dio a conocer el hábito negro, el estilo de vida contemplativa y el escudo de su futura congregación de los Pasionistas, que fundó, inspirado en la Pasión, Muerte y Resurrección de Cristo. Pablo relató sus visiones a Monseñor Gattinara, obispo de Alejandría y a su confesor, quienes le revistieron de dicho hábito en 1720, a raíz de lo cual vivió en la ermita de San Esteban (según otras fuentes fue en la iglesia de los Santos Carlos y Ana), en la localidad de Castellazzo.
Junto a su hermano, Juan Bautista de San Miguel, Pablo, que tomó el nombre religioso de Padre Pablo de La Cruz, viajó a la ciudad de Roma y sostuvo una audiencia con el papa Benedicto XIV, quien aprobó las reglas de su congregación, que se llamó Congregación de la Pasión (también conocida como Pasionistas), destinada a la vida contemplativa y a las misiones de evangelización. Pablo se destacó por su amor a la Eucaristía, su penitencia y su infatigable oración y predicación.

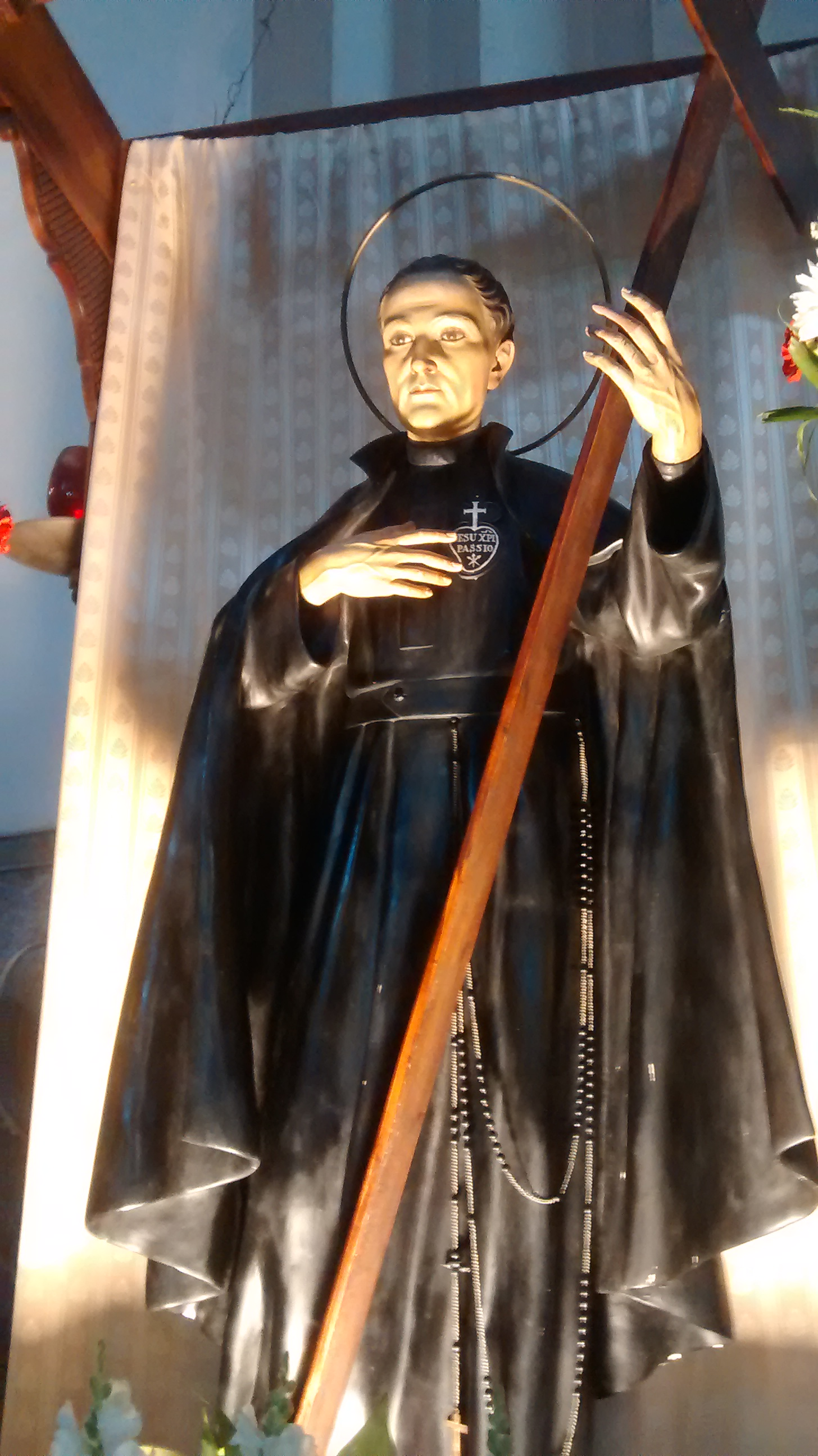
Escultura de San Pablo de la Cruz Convento del Perpetuo Socorro en Guadalajara Jalisco

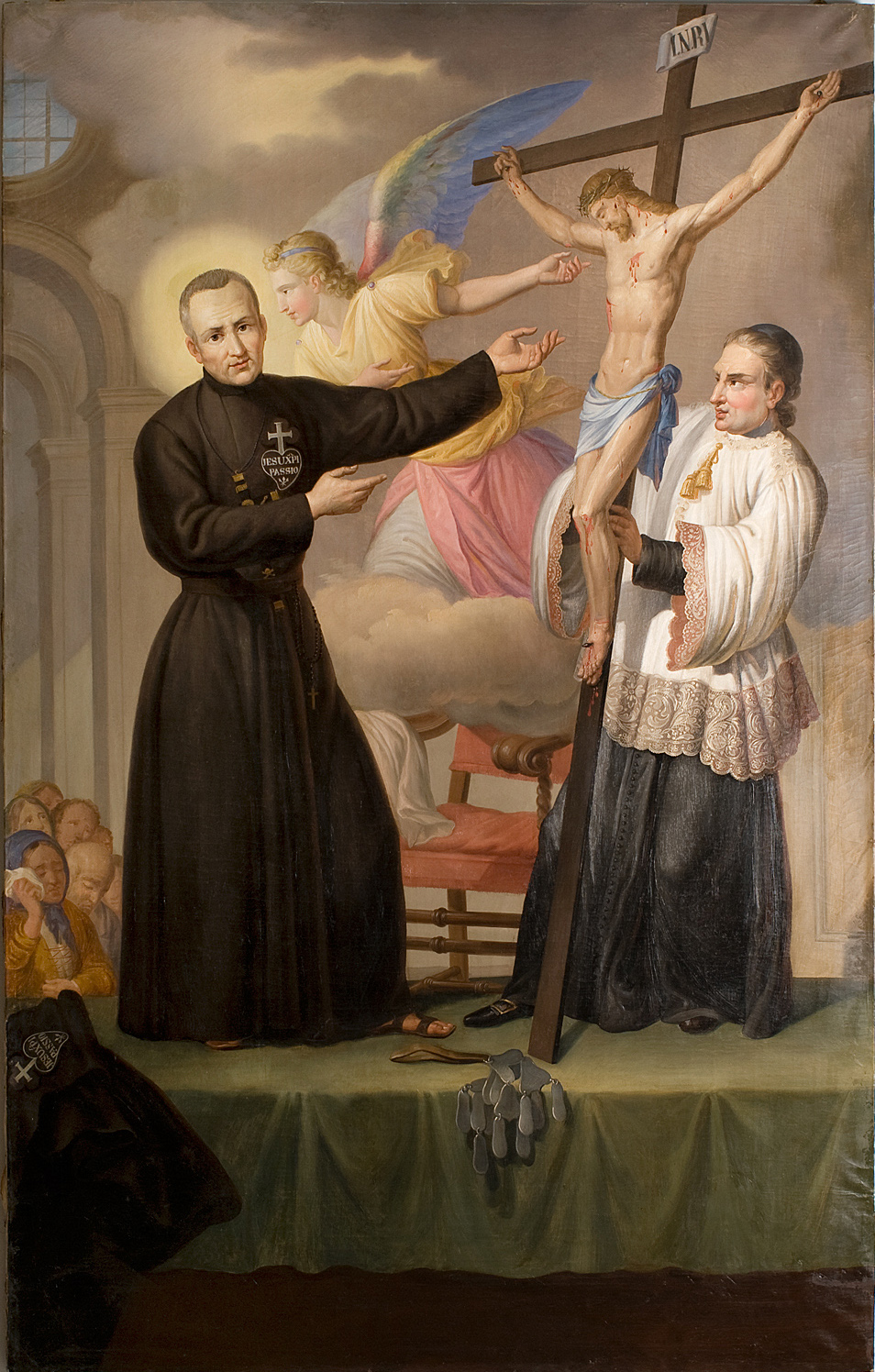
Pablo de la Cruz y Juan Bautista Predicando

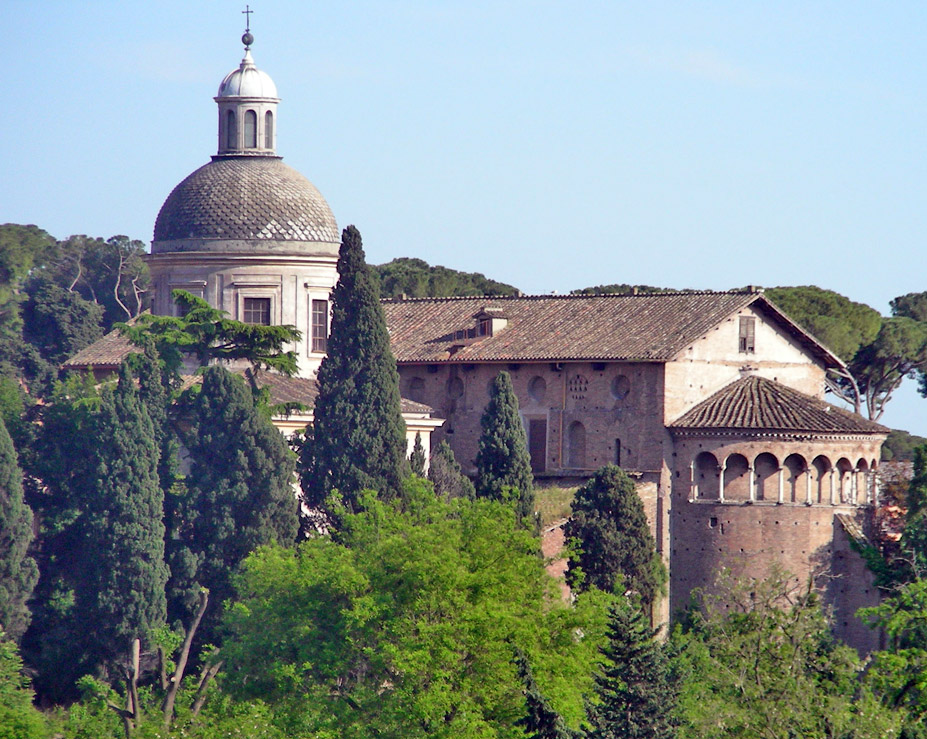
Basílica de los Santos Juan y Pablo, en Roma, Casa General de la Congregación Pasionista, donde descansan los restos de San Pablo de la Cruz

San Pablo de la Cruz se lanza a la empresa de fundar esta congregación luego de un largo camino de búsqueda espiritual, muy similar al vivido por San Francisco de Asís: se despoja de posible fama, riqueza y posición social a cambio de hacerse pobre siervo de Cristo, movido a ello por una visión de la Santísima Virgen María. Su vida mendicante la comparte pronto con algunos compañeros que se le unen, haciéndose llamar "LOS POBRES DE CRISTO". Con el tiempo toman el nombre de "PASIONISTAS" en consonancia con el encargo que la Virgen le hace a Pablo: predicar la Pasión de Jesucristo como "el don más maravilloso del amor de Dios, la fuerza que puede transformar al hombre y al mundo entero". Su misión los lleva a padecer en carne propia los dolores de los pobres, sirviéndolos, especialmente a los enfermos ("sufriendo los dolores de Cristo crucificado"), y a viajar de pueblo en pueblo predicando las misiones. Esta vida, una opción radical por el Evangelio, en un comienzo no es bien comprendida por la Santa Sede (pese a que Pablo contaba con el apoyo de su obispo), pero después de vencer las resistencias iniciales, logra que el papa Benedicto XIV lo ordene sacerdote junto a su hermano Juan Bautista en 1727 y les dé a esta primera comunidad permiso para predicar. Más tarde el propio San Pablo de la Cruz llegó a ser consejero del papa Clemente XIII, lo que lo llevó a trasladarse a Roma, donde establece la Casa Madre de la Congregación en el convento junto a la Basílica de los Santos Juan y Pablo y donde hoy descansan sus restos, y que hasta la actualidad es la sede del superior general.
Murió en Roma en octubre de 1775 a los 80 años de edad, y fue canonizado en 1867 por S.S. Pío IX. Su fiesta se celebra el 19 de octubre y es el patrono, entre otros lugares, de la Unidad Educativa Pasionista, colegio religioso de Guayaquil (Ecuador).

## Libros
- Philippe Plet, Pablo de la Cruz: el fundador y el apóstol, Ciudad Nueva 2011.
- Philippe Plet, Pablo de la Cruz: místico, Edicep 2011.
- Philippe Plet, Orar con San Pablo de la Cruz, EDICEP 2008.
- Pablo García Macho, San Pablo de la Cruz, fundador de los pasionistas, EDICEP 2006.
- Fernando Piélagos, Testigo de la Pasión - San Pablo de la Cruz, BAC 1977.
- Antonio Gracia pasionista, Yo, Pablo de l cruz.
- Philippe Plet, Pablo de la Cruz: el fundador y el apóstol, Ciudad Nueva 2011